# Friedrich von Dohna

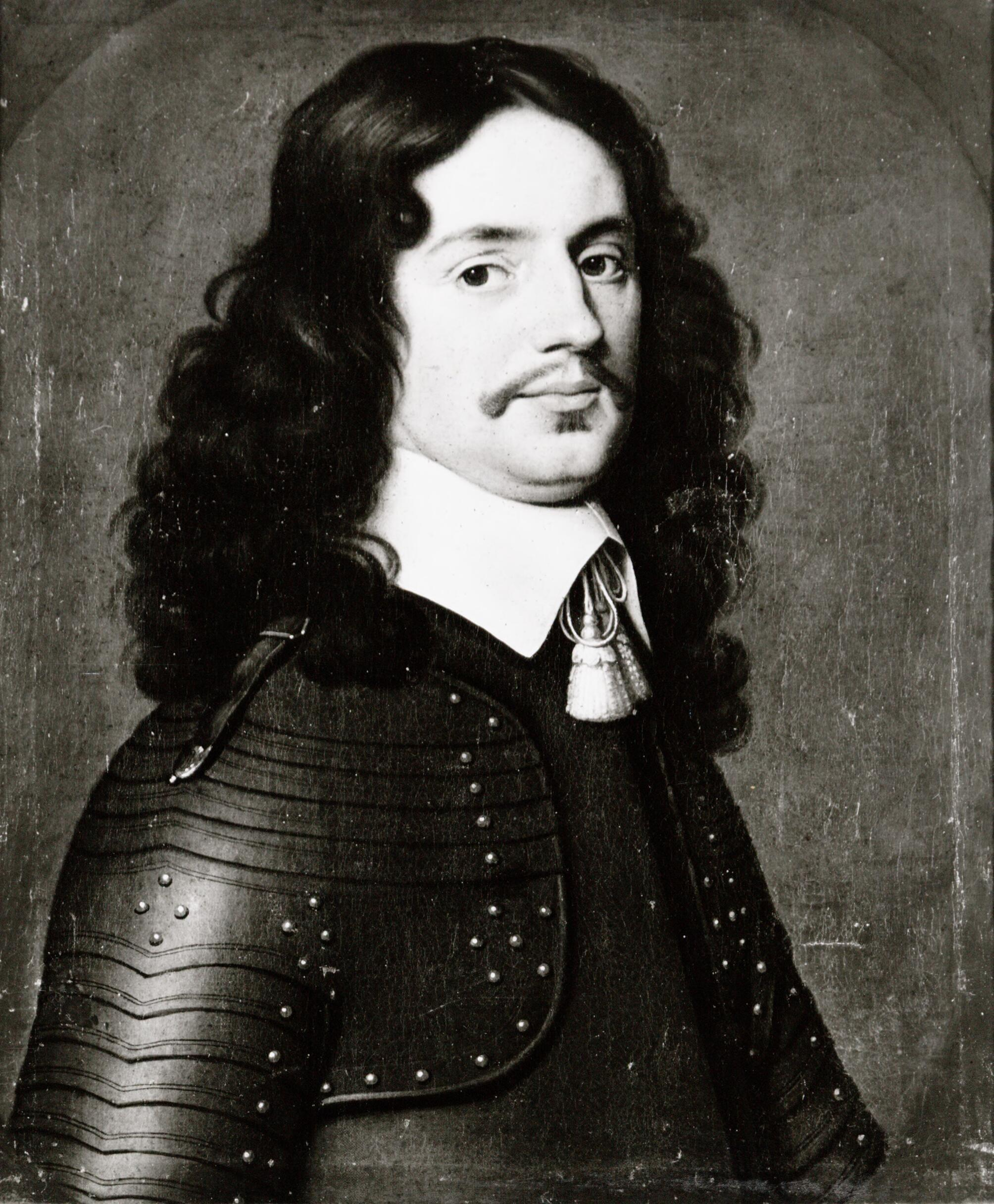
Friedrich zu Dohna-Carwinden (1621–1688)

Friedrich Burggraf von Dohna (* 4. Februar 1621 in Küstrin; † 27. März 1688 in Lutry bei Lausanne) war ein Offizier in niederländischen Diensten und Gouverneur des Fürstentums Orange. Später hat er auch dem Kurfürstentum Brandenburg Dienste geleistet. Hochangesehen war er auch in seiner späteren Wahlheimat, der Alten Eidgenossenschaft.

## Familie
Er entstammte dem Adelsgeschlecht Dohna aus der Vianischen Linie. Sein Vater war Christoph von Dohna. Die Mutter war Ursula von Solms-Braunfels. Dadurch war Amalie von Orange eine Tante. Damit bestand eine familiäre Beziehung zur Familie der Statthalter der Niederlande. Brüder waren Christian Albrecht von Dohna und Christoph gen. Delphicus von Dohna. Er selbst heiratete 1656 Espérance eine Tochter von Jean du Puy de Montbrun, Comte de Ferrassières et de Pont-de-Vesle.
Aus der Ehe gingen folgende Kinder hervor:
- Henriette Amalie Catharina (* 12. November 1658; † 18. September  1707) ⚭ Epeyssolles 5. Mai 1680 Julius Heinrich  von Friesen (* 17. Juni 1657; † 28. August 1706)
- Friedrich Albrecht (1659–1662)
- Louise Antoinette (* 1. Oktober 1660; † 16. Januar 1716) ⚭ Genf 15. März 1685 Friedrich Christoph zu Dohna-Carwinden (* 7. Januar 1664; † 15. Juli 1727)
- Alexander (1661–1728)

⚭ Wismar 29. Juli 1684  Amalia Louise von Dohna (* 20. Juli 1661; † 2. April 1724) Tochter von Christoph Delphicus von Dohna
⚭ Reichterswalde 25. Dezember 1725 Johanna Sophia zu Dohna-Lauck (* 27. August 1682; † 2. April 1735)
- Johann Friedrich, Marquis de Ferrassieres (* 9. November 1663; † 24. Juli 1712) niederländischer Generalleutnant, Gefallen bei Denain

⚭ 14. März 1692 Lady Helen MacCarthy (* 1671; † 24. April 1698);
⚭ 5. März 1702 Albertine Henriette Gräfin von Bylandt (* 26. Oktober 1673; † 1725)
- Henriette Ursula, (* 25. Januar 1663; † 2. Mai 1712) ⚭ Detmold 29. März 1695 Friedrich (Ferdinand) Christian zur Lippe-Detmold (* 13. September 1668; † 18. Oktober 1724)
- Christoph  (1665–1733) ⚭ Frede-Marie zu Dohna (* 21. Dezember 1660; † 22. November 1729)
- Esperance Geneve Magdalene (* 16. Mai 1668; † 2. August 1729)
- Sophia Albertina (* 12. August 1674; † 23. September 1746) ⚭ Schlobitten 16. April 1713  Heinrich Wilhelm zu Solms-Wildenfels-Laubach (* 27. Mai 1675; † 15. September 1741)

## Leben
Seine Eltern gehörten zum Gefolge von Kurfürst Friedrich V. von der Pfalz während dessen Zeit als Winterkönig in Böhmen. Der Vater war Oberkammerherr und geheimer Rat. Nach dem Sturz Friedrichs floh die Familie nach Küstrin. Später lebte sie in Carwinden, Delft und zuletzt in Orange. Der Vater hatte dort seit 1629 das Amt des Gouverneurs inne.
Er selbst diente seit 1636 unter Heinrich Casimir von Nassau-Dietz in der niederländischen Armee. In dieser stieg er bis zum Generalleutnant auf. Im Jahr 1649 ernannte ihn Wilhelm II. von Oranien zum Gouverneur des Fürstentums Orange. Die Aufgabe war schwierig, weil es innere Unruhen und innerfamiliären Streit im Haus Nassau-Oranien um das Fürstentum gab. Auch der mit Nassau-Oranien verwandte und mit ihm selbst verschwägerte Kurfürst Friedrich Wilhelm von Brandenburg spielte dabei eine Rolle. Besonders stand er unter Druck Ludwig XIV., der bestrebt war, das Gebiet für Frankreich zu gewinnen. Dieses Amt übte er bis 1660 aus, als das Land im Namen von Ludwig XIV. besetzt wurde.
Bereits 1657 hatte er die Baronie Coppet im Kanton Waadt am Genfersee erworben. Dort siedelte er sich nach der Besetzung von Orange an. Die dortige Burg hat er zum Schloss Coppet umgewandelt.
Für Kurfürst Friedrich Wilhelm von Brandenburg leistete er verschiedentlich diplomatische Dienste. So hat er vergeblich versucht die Schweiz für ein großes Bündnis gegen Ludwig XIV. zu gewinnen. Im Auftrag des Kurfürsten hat er maßgeblich dazu beigetragen, Schweizer Bauern in Brandenburg anzusiedeln. Als 1667 ein Angriff aus Savoyen drohte, hatte er den Oberbefehl in Genf. Er war in der Schweiz hoch angesehen und unter anderem Bern verlieh ihm das Bürgerrecht.
Seine Kinder ließ er von dem Polyhistor Pierre Bayle erziehen. Er litt unter verschiedenen körperlichen Leiden und seine beiden Füße waren schließlich gelähmt, was einen weiteren Aufstieg nach seiner Zeit in niederländischen Diensten behindert hat. Immerhin holte Wilhelm III. von Oranien seinen Rat verschiedentlich ein. Nach seinem Tod wurde er in Lausanne auf Betreiben der Regierung Berns mit großem Aufwand bestattet.